# Bertram Clements
Bertram Arthur Clements (1 tháng 12 năm 1913 – tháng 7 năm 2000) là một cầu thủ bóng đá người Anh đại diện Vương quốc Anh tại Thế vận hội Mùa hè 1936. Clements played amateur football cho Casuals.